# FH Hafnarfjörður
Fimleikafélag Hafnarfjarðar (kortweg FH) is een IJslandse voetbalclub uit Hafnarfjörður, een voorstad van Reykjavík. De club werd in 1929 opgericht en fuseerde in 1935 met Haukar Hafnarfjörður en werd zo ÍBH Hafnarfjörður. In 1961 werd de fusie opgeheven en nam de club weer de oude naam FH aan. De clubkleuren zijn zwart-wit.

## Geschiedenis
In 2004 werd de club voor het eerst landskampioen en in datzelfde jaar schakelde het team in de tweede voorronde van de UEFA Cup het Schotse Dunfermline Athletic FC uit. In de eerste ronde verloor de club van Alemannia Aachen.
Sinds het eerste kampioenschap in de Úrvalsdeild is FH de onbetwiste topclub van IJsland. Ook in 2005, 2006, 2008, 2009 en 2012 werd de club kampioen. In de seizoenen 2007 en 2010 eindigde FH op de tweede plaats. In 2007 werd voor de eerste maal de IJslandse voetbalbeker  veroverd en in 2010 voor de tweede keer.

## Erelijst
- Landskampioen

2004, 2005, 2006, 2008, 2009, 2012, 2015, 2016
- Bekerwinnaar

2007, 2010; finalist in 1972, 1991, 2003
- Supercup

2004, 2006, 2008, 2009
- League Cup

2004, 2006, 2008, 2009, 2010, 2013

## Eindklasseringen
- 2000 1e
1. deild karla
- 2001 3e
Úrvalsdeild
- 2002 6e
Úrvalsdeild
- 2003 2e
Úrvalsdeild
- 2004 1e
Úrvalsdeild
- 2005 1e
Úrvalsdeild
- 2006 1e
Úrvalsdeild
- 2007 2e
Úrvalsdeild
- 2008 1e
Úrvalsdeild
- 2009 1e
Úrvalsdeild
- 2010 2e
Úrvalsdeild
- 2011 2e
Úrvalsdeild
- 2012 1e
Úrvalsdeild
- 2013 2e
Úrvalsdeild
- 2014 2e
Úrvalsdeild
- 2015 1e
Úrvalsdeild
- 2016 1e
Úrvalsdeild
- 2017 3e
Úrvalsdeild
- 2018 5e
Úrvalsdeild
- 2019 3e
Úrvalsdeild
- 2020 2e
Úrvalsdeild
- 2021 6e
Úrvalsdeild
- 2022 10e
Úrvalsdeild
- 2023 5e
Úrvalsdeild
- 2024 6e
Úrvalsdeild

- Úrvalsdeild
- 1. deild karla

## FH in Europa
FH speelt sinds 1990 in diverse Europese competities. Hieronder staan de competities en in welke seizoenen de club deelnam:
- Champions League (7x)

2005/06, 2006/07, 2007/08, 2009/10, 2010/11, 2013/14, 2017/18
- Europa League (8x)

2011/12, 2012/13, 2013/14, 2014/15, 2015/16,  2017/18, 2018/19, 2020/21
- Europa Conference League (1x)

2021/22
- UEFA Cup (5x)

1990/91, 1994/95, 1995/96, 2004/05, 2008/09
- Intertoto Cup (1x)

2002

## Bekende (ex-)spelers
- Arnar Viðarsson
- Bjarni Viðarsson
- Emil Hallfreðsson
- Ármann Smári Björnsson
- Hannes Sigurðsson
- Arnar Gunnlaugsson
- Bjarki Gunnlaugsson
- Jonathan Hendrickx
- Alexander Søderlund